# フラズダン川
フラズダン川（フラズダンがわ、アルメニア語、Հրազդան գետ, 英語: Hrazdan River）は、アルメニアを流れる河川。

## 流路
セヴァン湖の北西部から南の方向へと流れ出している。アララト平原に入ると、全長約1000 kmのアラス川へと合流して終わる。この合流点までの全流路がアルメニア国内を流れており、その長さは141 km、流域面積は2560 km2である。なお、アラス川はクラ川水系の河川であり、クラ川は最終的にカスピ海へと注いで終わっている。

## 流域

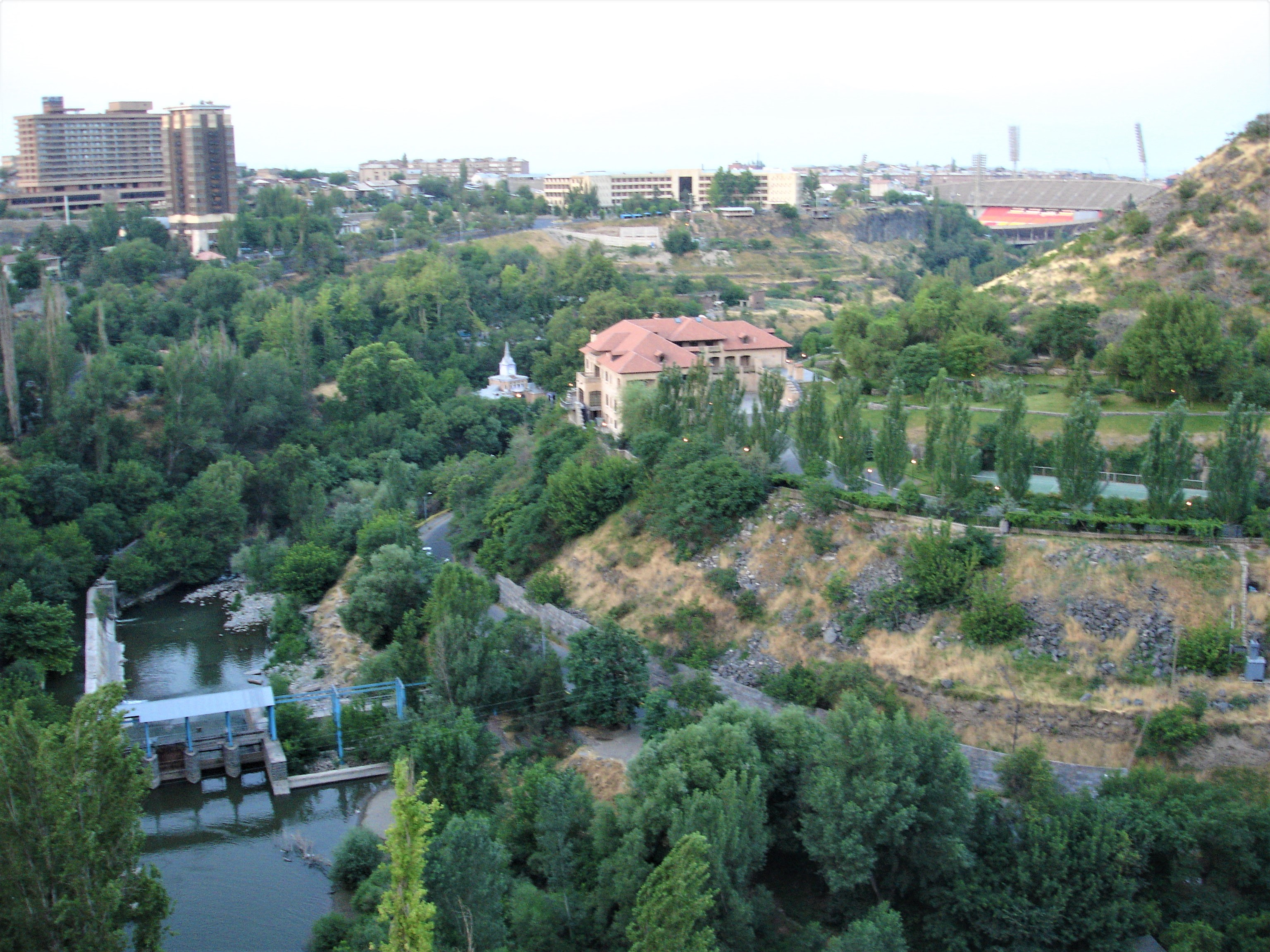
アルメニアの首都であるエレバン

フラズダン川は、アルメニア国内において、よく知られた河川である。と言うのも、フラズダン川の流域には、コタイク地方の中心都市であるフラズダンの町が形成されている他、アルメニアの首都であり古代都市でもあるエレバンも形成されているからである。橋は存在するものの、地形的に現在のエレバン市は、フラズダン川によって2分された形になっている。なお、エレバン市内に存在するフラズダン川の上に架かっている橋の中には、1950年以来使用され続けている、玄武岩で作られたフラズダン峡谷水道橋も含まれている。
また、エレバンの近くのスラズダン川沿いには、1937年に開業したエレバン子供鉄道の線路も約2.1 kmにわたって設置されている。
この他、フラズダン川には水力発電を行うためのダムも存在しており、このダムによって形成された人工湖の水は、付近の灌漑用水などとしても利用されている。